# Ken’ichi Kaga
Ken’ichi Kaga (japanisch 加賀 健一 Kaga Ken’ichi; * 30. September 1983 in der Präfektur Akita) ist ein ehemaliger japanischer Fußballspieler.

## Karriere
Kaga erlernte das Fußballspielen in der Schulmannschaft der Akita Commercial High School. Seinen ersten Vertrag unterschrieb er 2002 bei Júbilo Iwata. Der Verein spielte in der höchsten Liga des Landes, der J1 League. 2005 wurde er an den Zweitligisten Consadole Sapporo ausgeliehen. Für den Verein absolvierte er 75 Ligaspiele. 2007 kehrte er zu Júbilo Iwata zurück. 2010 gewann er mit dem Verein den J.League Cup. Für den Verein absolvierte er 111 Erstligaspiele. 2012 wechselte er zum Ligakonkurrenten FC Tokyo. Für den Verein absolvierte er 42 Erstligaspiele. 2015 wechselte er zum Ligakonkurrenten Urawa Reds. 2016 gewann er mit dem Verein den J.League Cup. Für den Verein absolvierte er fünf Erstligaspiele. 2017 wechselte er zum Zweitligisten Montedio Yamagata. Für den Verein absolvierte er 48 Ligaspiele. 2020 wechselte er zum Drittligisten Blaublitz Akita. Mit Blaublitz feierte er 2020 die Meisterschaft der dritten Liga und den Aufstieg in die zweite Liga. Nach insgesamt 42 Ligaspielen für Blaublitz beendete er nach der Saison 2024 seine Karriere als Fußballspieler.

## Erfolge
Júbilo Iwata
- Japanischer Meister: 2002
- Japanischer Ligapokalsieger: 2010
- Japanischer Pokalsieger: 2003

Urawa Reds
- Japanischer Ligapokalsieger: 2016

Blaublitz Akita
- Japanischer Drittligameister: 2020  ▲